# Diocesi di Sistroniana
La diocesi di Sistroniana (in latino Dioecesis Sistronianensis) è una sede soppressa e sede titolare della Chiesa cattolica.

## Storia
Sistroniana, nell'odierna Algeria, è un'antica sede episcopale della provincia romana di Numidia.
Unico vescovo noto di Sistroniana è Adeodato, il cui nome figura al 64º posto nella lista dei vescovi della Numidia convocati a Cartagine dal re vandalo Unerico nel 484; Adeodato era già deceduto all'epoca della redazione di questa lista.
Dal 1933 Sistroniana è annoverata tra le sedi vescovili titolari della Chiesa cattolica; dal 15 marzo 2025 l'arcivescovo, titolo personale, titolare è Giancarlo Dellagiovanna, nunzio apostolico.

## Cronotassi

### Vescovi residenti
- Adeodato † (prima del 484)

### Vescovi titolari
- John Alexander Floersh † (25 febbraio 1967 - 11 giugno 1968 deceduto)
- José María Guix Ferreres † (22 ottobre 1968 - 20 giugno 1983 nominato vescovo di Vic)
- Alberto Tricarico † (28 febbraio 1987 - 27 giugno 2024 deceduto)
- Giancarlo Dellagiovanna, dal 15 marzo 2025